# Armadillo de los Infante
Armadillo de los Infante là một đô thị thuộc bang San Luis Potosí, México. Năm 2005, dân số của đô thị này là 4506 người.